# Moricone
Moricone település Olaszországban, Lazio régióban, Róma megyében. Lakosainak száma 2429 fő (2023. január 1.). Moricone Montelibretti, Montorio Romano, Monteflavio és Palombara Sabina községekkel határos.

## Népesség
A település lakossága az elmúlt években az alábbi módon változott:
| Lakosok száma | 2611 | 2559 | 2429 |
|               | 2017 | 2018 | 2023 |